# Фалу Фол
Фалу Фол (фр. Fallou Fall; 15. април 2004) сенегалски је фудбалер који тренутно наступа за Ремс.

## Каријера
Фол је фудбал тренирао у родном Сенегалу, где је остао до своје 18. године. Почетком јула 2022. године је стигао у Србију и потписао трогодишњи уговор с Графичаром. Претходно је био члан Дакар Атлетик клуба. Дебитовао је на отварању такмичарске 2022/23. у Првој лиги Србије, против екипе Мачве у Шапцу. Тада је био и стрелац једног од два поготка гостујућег тима. Убрзо се усталио у саставу екипе. За Графичар је одиграо укупно 15 званичних утакмица, укључујући и наступ у шеснаестини финала Купа Србије, против Војводине. Позван је у састав играча Црвене звезде за пријатељски сусрет са Зенитом у Санкт Петербургу у новембру 2022. Тада је на терену заменио Александра Катаија у 83. минуту утакмице. Са екипом Графичара је почетком следећег месеца био на припремама у Аустрији и наступио у победи над Лиферингом.
У јануару 2023. године потписао је четворогодишњи уговор с француским Ремсом и одмах је упућен у резервни састав тог клуба. Вредост трансфера, према писању Моцарт Спорта, износила је пола милиона евра. Први погодак постигао је против екипе Епинала крајем априла, после чега је прикључен и првој екипи. Дебитовао је у претпоследњем колу Лиге 1 за такмичарску 2022/23, одигравши последњих пола сата у поразу од Олимпика у Лиону.

## Статистика

### Клупска
Ажурирано 31. маја 2023.
|          |          |                        |    |   |   |   |   |   |   |   |    |   |  |  |
| Графичар | 2022/23. | Прва лига Србије       | 14 | 1 | 1 | 0 | — | — | — | — | 15 | 1 |  |  |
|          |          |                        |    |   |   |   |   |   |   |   |    |   |  |  |
| Ремс     | 2022/23. | Лига 1                 | 1  | 0 | — | — | — | — | — | — | 1  | 0 |  |  |
|          |          |                        |    |   |   |   |   |   |   |   |    |   |  |  |
| Ремс II  | 2022/23. | Четврта лига Француске | 7  | 1 | — | — | — | — | — | — | 7  | 1 |  |  |
|          |          |                        |    |   |   |   |   |   |   |   |    |   |  |  |
| Каријера | Каријера | Каријера               | 22 | 2 | 1 | 0 | — | — | — | — | 23 | 2 |  |  |
|          |          |                        |    |   |   |   |   |   |   |   |    |   |  |  |